# Gurnigelbad

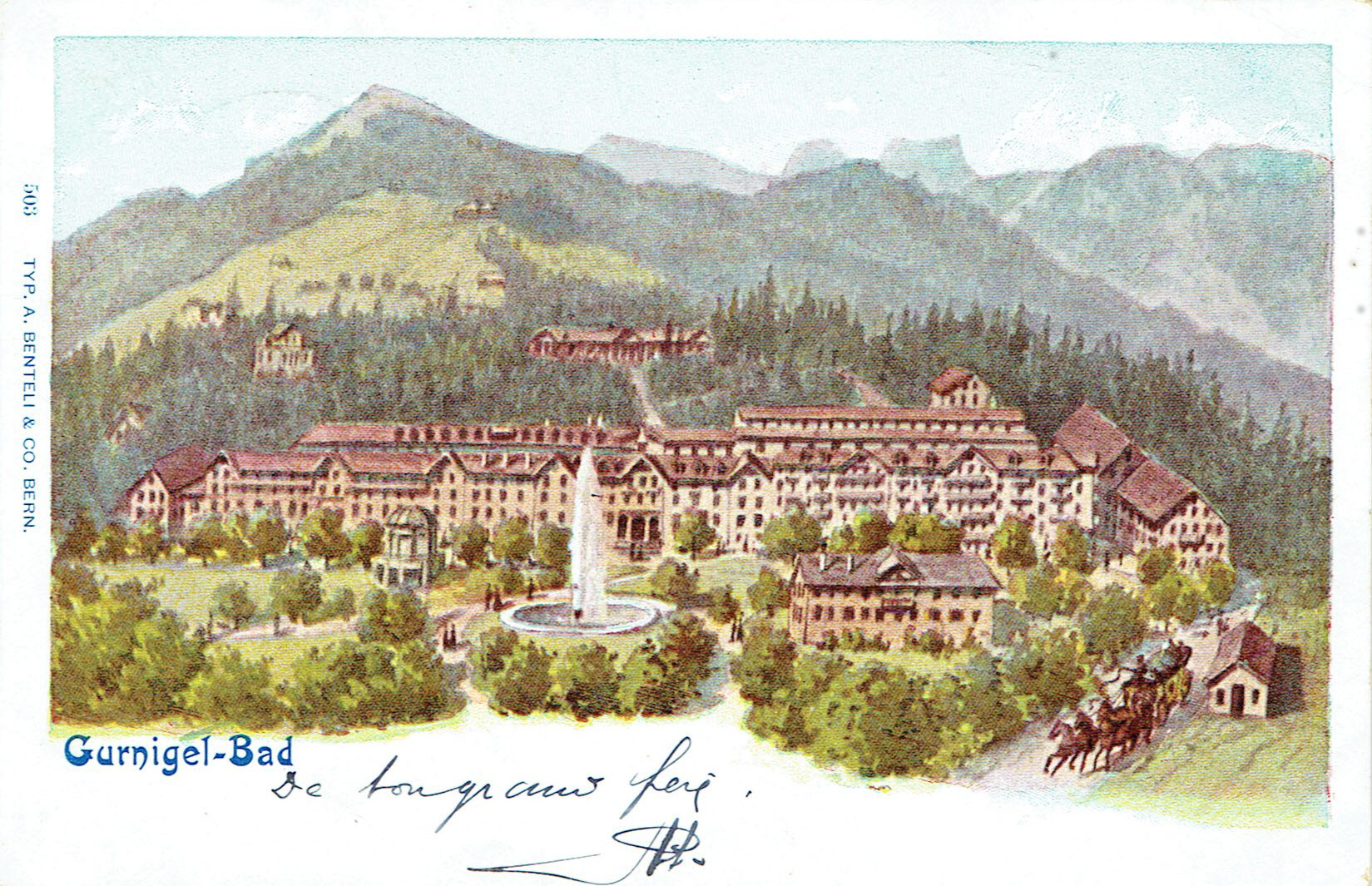
Postkarte des Gurnigel-Bades von 1900

Grand Hotel Gurnigelbad, Ansicht von Nordwesten 1906

Luftbild von Walter Mittelholzer (1926)

Das Gurnigelbad (Höhe 1155 m. ü. M.) in der Gemeinde Riggisberg war in der zweiten Hälfte des 19. und der ersten Hälfte des 20. Jahrhunderts eines der grössten und bekanntesten Kurhotels der Schweiz. Das Wasser dreier stark schwefel- und eisenhaltiger Quellen galt als heilend und wurde teilweise getrunken, teilweise wurde darin gebadet. Der erste Hotelbau brannte 1902 ab, der daraufhin erstellte zweite Hotelbau wurde 1946 abgerissen.

## Die drei Quellen

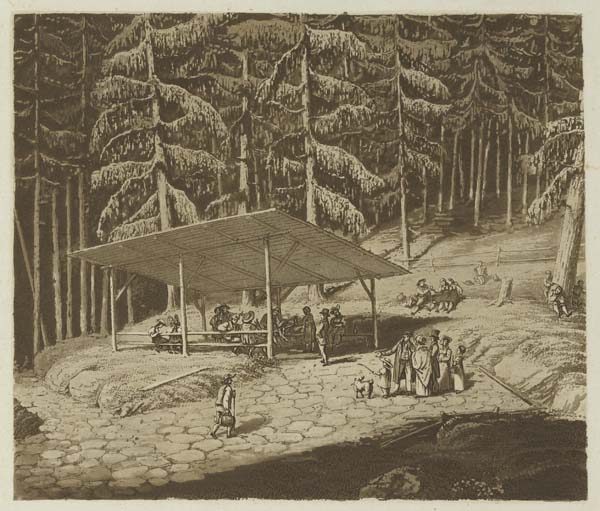
Das Schwarzbrünneli im Jahr 1821, Aquatinta von Franz Hegi

Die schwefelhaltige Quelle Stockbrünneli am Gurnigel wird 1561 erstmals erwähnt. Wegen römischer Münzfunde (1770) und dem Vorhandensein künstlicher Stollen wird jedoch angenommen, dass die Quellen schon im Altertum bekannt waren. Das Wasser des Stockbrünneli enthält neben Schwefel auch Kohlensäure, kohlensauren Kalk, Magnesium und Natriumchlorid. Bei der Quelle war das Wasser hell und farblos, wurde jedoch an der Luft schnell trüb. Abgefüllt in Flaschen blieb der starke Geruch monatelang erhalten. Im Volksmund wurde diese Quelle auch Stinkbrünneli genannt.
1728 entdeckte man unweit der ersten eine weitere Quelle, das Schwarzbrünneli. Das Wasser dieser Quelle konnte Silberstücke in kurzer Zeit vollkommen schwarz färben, daher der Name. Es schmeckte salzig, war bei der Fassung klar und bildete bei Luftkontakt ein grauweisses Häutchen. Die Quelle galt als eine der stärksten Schwefelquellen der Schweiz.
1862 wurde nochmals eine Quelle gefunden und ihrem hohen Eisengehalt entsprechend Eisenquelle getauft. Nebst Eisen enthielt das Wasser Kalk, Calciumchlorid, Magnesiumchlorid und freie Kohlensäure. Das Wasser war klar und schmeckte leicht tintenhaft.
Wasseranalysen wurden besonders in der ersten Hälfte des 19. Jahrhunderts mehrfach vorgenommen und von den Kurärzten in zahlreichen Publikationen mit Verweis auf die Heilkraft des Wassers diskutiert. Im Rückblick lässt sich jedoch feststellen, dass vermutlich nicht in erster Linie das Wasser, sondern vielmehr die vermehrte Bewegung in sauberer Bergluft und das gesellige Beisammensein fernab des alltäglichen Geschäftslebens dem Wohlbefinden der Kurgäste zuträglich war.

## Anfänge des Kurbetriebes bis 1861

### Besitzverhältnisse und Einrichtungen
1591, also dreissig Jahre nach der Entdeckung der ersten Quelle, erhielt die Familie von Wattenwyl zu Burgistein das Recht, Wald für ein erstes Badhaus zu roden. Für die Jahre 1685 und 1699 sind Neu- und Umbauten der Unterkünfte durch Bernhard von Wattenwyl belegt. Nach dessen Tod 1717 kam das Bad in den Besitz des Schwiegersohnes Georg Thormann, der es seinerseits nach wenigen Jahren an seinen Schwiegersohn Gottfried von Graffenried verkaufte. Dieser liess die Unterkünfte erneut mehrfach umbauen, so 1727 und 1740. Bekanntester Gast jener Zeit ist wohl Albrecht von Haller, der 1731 im Gurnigelbad weilte. Das Bad befand sich bereits damals nicht bei den Quellen selbst, sondern rund zwei Kilometer nördlich davon auf einer natürlichen Geländeterrasse.
Im Jahr 1770 kam die Besitzung an David Albrecht Zehender und in der Folge an seinen Sohn Albrecht Niklaus Zehender. Die Familie Zehender liess die Geschäfte durch einen Gastwirt besorgen. Zu den Gästen gehörte beispielsweise 1799 der Pädagoge Johann Heinrich Pestalozzi. 1824 wurde ein weiteres Gebäude mit 25 Zimmern angefügt, so dass insgesamt 70 Zimmer für Kurgäste zur Verfügung standen.
1839 verkaufte die Familie Zehender das Gurnigelbad an den Basler Hotelier Johann Jakob Kromer, womit der Besitz erstmals in bürgerliche Hände kam. Dieser liess umgehend weitere Gebäude anfügen, so dass 1842 gegen 100 Zimmer für rund 250 Gäste bestanden. Einer davon war 1853 der Dichterpfarrer Jeremias Gotthelf, in dessen Roman Uli der Knecht auch das Gurnigelbad eine Rolle spielt.
Seit 1850 besass das Gurnigelbad ein eigenes Postbüro.

### Erste Berichte über das Bad
Der Arzt Johann Jakob Wagner beschrieb das Bad 1680 in seiner Schrift Historia naturalis Helvetiae curiosa, ebenso der Naturforscher Johann Jakob Scheuchzer 1717 in seiner Hydrographia helvetica. Eine vierseitige anonyme Werbeschrift (vermutlich aus der Feder Gottfried von Graffenrieds) erschien 1742 unter dem Titel Wahrhafte Beschreibung des berühmten vortrefflich und heylsamen Gurnigel-Baads, nebst dem eine halbe Stunde davon ligenden und mit dem Baad vereinigten sogenannten Schwartz-Brünnlein in lobl. Canton Bern gelegen. Der Kurbetrieb wuchs dank lobenden Zeugnissen wie der illustrierten Beschreibung des Gurnigel-Bads im Canton Bern (1820/21) rasch.

### Ablauf einer Kur
Eine typische Kur in der Mitte des 19. Jahrhunderts bestand darin, vor dem Frühstück ein bis sechs Gläser Heilwasser zu trinken. Nach dem Frühstück wurde nach Angabe des Arztes in genau temperiertem Wasser gebadet. Das Mittagessen war reichlich, jedoch ohne gesalzenes Fleisch, ohne fette Speisen und ohne saure und pikante Zutaten. Anfänglich waren auch keine Desserts erlaubt. Die Nachmittage waren für Spaziergänge vorgesehen, bei schlechtem Wetter spielte man Karten oder Billard. Das Abendessen bestand aus Suppe, Gemüse und Obst.

## Das erste Grand Hotel

### Besitzverhältnisse
1859 wurde das Gurnigelbad an Friedrich Blumer aus Glarus verkauft, der es nach nur zwei Jahren an die Hotelierdynastie Hauser aus Wädenswil weiterverkaufte. Dieser Familie gehörten mindestens acht weitere Häuser von Rang, darunter das Hotel Giessbach, das Weissenburgbad, die Hotels Hotel Schweizerhof Luzern in Luzern und Hotel Schweizerhof in Bern sowie ein Grand Hotel in La Spezia.
Durch die energische Leitung und Bautätigkeit des Direktors Johann Jakob Hauser (1828–1891) nahm der Kurbetrieb einen bedeutenden Aufschwung. Er wurde deshalb gerne der «König vom Gurnigelbad» genannt und sogar in den Nationalrat gewählt.

### Einrichtungen

Gurnigelbad 1860

1860

Kutsche vor dem Gurnigelbad 1860

Hauser verband in den 1860er-Jahren die bereits bestehenden und von ihm jeweils in den Wintermonaten teilweise wesentlich ausgebauten Gebäude zu einem Hoteltrakt von 150 Metern Länge, der 196 Zimmer mit rund 300 Betten aufwies. Im Erdgeschoss befanden sich 30 Badekabinette, die Räume des Kurarztes, das Postbüro (seit 1865 zusätzlich mit Telegraf), ein Café, ein Billardsaal und ein Musiksaal. Eine dampfbeheizte Glasgalerie entlang des ganzen Traktes wurde 1880/81 erbaut. In einem Nebengebäude (1865/66) gab es eine Kegelbahn und einen Armbrust-Schiessstand (darüber 16 Zimmer). Parallel zum Haupttrakt liess Hauser 1880/81 einen zweigeschossigen Bau errichten, der die Speisesäle erster und zweiter Klasse (Platz für je 250 Personen), die Küche, eine Bäckerei, eine Patisserie, eine Kaffeerösterei und die Vorratsräume mit Weinkeller sowie im Obergeschoss weitere 55 Gästezimmer umfasste. Unterkunft boten weiter die so genannte alte Dependance (1864) mit 12 Zimmern, ein Chalet (1872/73) mit 39 Zimmern und ein Waldhaus (1876/77) mit 22 Zimmern. Ein weiteres Gebäude im Chaletstil kaufte Hauser 1873 auf der Weltausstellung in Wien und liess es 1875 als Kapelle unweit des Hotels wieder aufbauen. Im Keller wurde die römisch-katholische, im Parterre die reformierte Kapelle und im Obergeschoss ein Familienappartement mit 9 Zimmern eingerichtet. In der so genannten neuen Dependance (1876/77) befand sich eine dampfbetriebene Wäscherei, eine Glätterei, eine Schlachterei und eine Schmiede, darüber wiederum 13 Zimmer. In einem Musikpavillon auf der Hotelterrasse spielte das Kurorchester mit bis zu 18 Musikern auf.
Eines der wichtigsten Gebäude war die 1871 südlich des Hotels errichtete Trinkhalle. Diese bot dem so genannten Gesundbrunnen Schutz, aus dem das bei den drei Quellen gefasste und über Leitungen transportierte Heilwasser sprudelte. Von dort führten insgesamt vierzig Kilometer Spazierwege durch die rund 360 Hektar umfassende voralpine Parklandschaft und die Wälder (grossteils im Besitz des Kantons Bern). Etwa eine halbe Stunde zu Fuss östlich des Hotels wurde im Seftigschwand in den 1880er-Jahren ein kleines Restaurant mit Aussichtsturm errichtet und Bellevue genannt, weil man von dort eine weite Aussicht über den Thunersee bis ins Berner Oberland geniessen konnte. Ein Weg führte auch auf den Ober-Gurnigel (1548 m ü. M.), der sich als Aussichtspunkt grosser Beliebtheit erfreute.

### Ausbau von Zufahrtswegen und Elektrifizierung
Die Gäste, darunter auch Mitglieder des Adels, stammten jetzt aus ganz Europa, selbst aus Übersee. Die Anfahrt erfolgte mit dem Pferdefuhrwerk aus Bern auf einer Fahrstrasse, deren Ausbau 1873 bis 1881 Hauser initiierte. Über Toffen, Kirchenthurnen (Pferdewechselstation) und Riggisberg dauerte die Reise insgesamt fünf Stunden. Während der Sommersaison von Mai bis September gab es auf dieser Strecke täglich zwei Postverbindungen. Hauser war auch Mitinitiant der Eisenbahnlinie durch das Gürbetal, doch erlebte er die Eröffnung 1901 nicht mehr. Geplant war 1891 gar eine Drahtseilbahn von Wattenwil bis zum Gurnigelbad. Das Projekt wurde indes nicht realisiert.
Für das Gurnigelbad wurden eigens Stromleitungen durch den Wald gebaut, denn elektrische Beleuchtung, damals in Privathaushalten noch keineswegs verbreitet, war für eines der führenden Hotels der Schweiz natürlich unabdingbar.

„„Es war ein Baumwollenhändler im Gurnigel“, so hebt eines der Kapitel in Gotthelf’s köstlichem „Uli der Knecht“ an. Seit jenes Baumwollenhändlers Zeiten hat sich hier viel verändert. Besagter Baumwollenhändler hat jedenfalls nicht in dem aus weißem Getäfel gezimmerten Prachtsaal bei elektrischer Beleuchtung zu Nacht gegessen. In der That, der Comfort des Hauses ist groß, ohne daß hiedurch eine ungemüthliche Steifheit entstünde. Wer feine Toilette machen will, der thut’s eben, und wenn er eine „Sie“ ist, so macht „er“ damit Andern große Freude. Wer aber seine Ausrüstung für fünf Wochen auf dem Rücken herumschleppt gleich einer Schnecke, die ihr Haus trägt, der geht einfach einher, ohne sich doch deßhalb gedrückt zu fühlen. Das Geheimniß der großen Anziehungskraft dieses Badeortes liegt theilweise in dieser glücklichen Vereinigung von angenehmem Luxus mit Zwanglosigkeit.“

### Brand
Dieses erste Grand Hotel, das 150 Angestellten aus den umliegenden Dörfern Arbeit bot und seit 1892 im Besitz einer Aktiengesellschaft war, wurde in der Nacht vom 30. April auf den 1. Mai 1902 durch Brand vollständig zerstört.

## Das zweite Grand Hotel

### Aufbau und Blütezeit

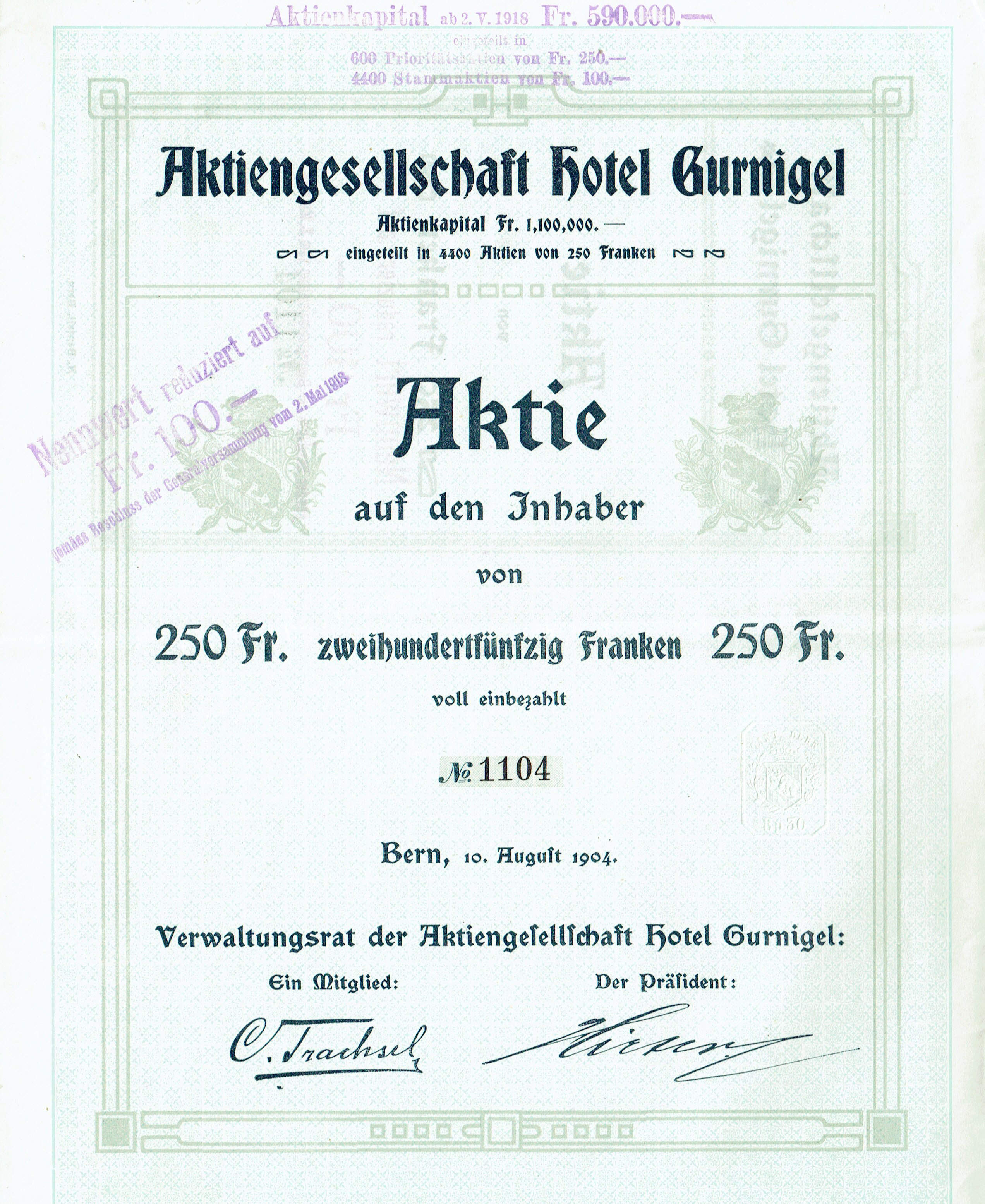
Aktie über 250 Franken der AG Hotel Gurnigel vom 10. August 1904

Die Aktiengesellschaft investierte zwei Millionen Franken und eröffnete am 15. Juni 1905 das neue Grand Hotel. Dieses war nun völlig aus Stein gebaut und der Haupttrakt von 240 Metern Länge durch fünf Brandmauern unterteilt. Darin waren 266 Zimmer mit 400 Gästebetten sowie weitere 121 Betten in 45 Zimmern für die mitgereisten Bediensteten untergebracht. Das Haus war auf dem neusten Stand der Technik: es gab zwei Lifte, Zentralheizung sowie für die Kur Bäder und Duschen, Inhalationssäle, Hydro- und Elektrotherapieräume, elektrische Lichtbäder usw. In den beiden eleganten Speisesälen konnten 600 Personen gleichzeitig bewirtet werden. Vor dem Hotel wurden zudem zwei Tennisplätze angelegt.
Die Jahre unmittelbar vor dem Ersten Weltkrieg galten als erste Blütezeit des Gurnigelbades, das in jener Zeit rund 170 Personen Arbeit bot. Der Orient-Express führte ab 1913 direkte Wagen mit der Beschriftung Calais – Gurnigel; die nächstgelegene Bahnstation war Thurnen (in Betrieb seit 1901). Eine weitere Attraktion war das ab 1910 durchgeführte Gurnigel-Bergrennen (bis 1931). Ab 1921 wurde auf Wunsch britischer Gäste der Winterbetrieb eingeführt. Auch wurde die Fahrstrasse über die so genannte Wasserscheidi zum Schwefelbergbad verlängert.

### Krise, zweite Blütezeit, Ende
In der Weltwirtschaftskrise ging es mit dem Gurnigelbad bergab; 1931 wurde der Konkurs angemeldet. Der neue Besitzer, Fritz Pulver aus Bern, konnte jedoch den Betrieb sanieren und in die zweite Blüte führen. Das absolute Spitzenjahr in der Geschichte des Bades war 1938 mit rund 25'700 Logiernächten von Besuchern aus 20 Nationen. Infolge des Ausbruchs des Zweiten Weltkrieges blieben die ausländischen Besucher aus. Der Kurbetrieb wurde mangels Nachfrage 1942 eingestellt, das Inventar verkauft.
In der Folge quartierten die Behörden im leerstehenden Hotel mehrfach Flüchtlinge ein, so nacheinander 200 italienische Professoren, 2000 italienische Partisanen, 1000 deutsche Militärpersonen und 2000 internierte Russen. Die Gebäude waren danach in so schlechtem Zustand, dass eine Wiederaufnahme des Hotelbetriebes unverhältnismässig hohe Investitionen bedingt hätte. Der ganze Komplex, mit Ausnahme des Chalets und der neuen Dependance, wurde daher ab 1946 bis Ende 1955 von der Armee – zuletzt von Luftschutztruppen – gesprengt.

## Gegenwärtige Situation
Die neue Eigentümerin des Geländes, die Schweizer Armee, liess die stehen gebliebenen zwei Gebäude (Chalet und neue Dependance) zu einer Truppenunterkunft umbauen. Das schon zu Zeiten des Grand Hotels darin eingerichtete öffentliche Restaurant «Ochsen» wurde weitergeführt, die Poststelle aber 1953 aufgehoben.
Der Tourismus rollte in den späten 1950er-Jahren langsam wieder an. In Anknüpfung an die alten Zeiten wurde das Restaurant wieder «Gurnigelbad» genannt. Seit 1968 wird auch das Gurnigel-Bergrennen wieder durchgeführt. Im Jahr 2003 fand erstmals das Dixieland OpenAir, genannt Badgarten Dixie statt, letztmals 2012. Alle zwei Jahre findet auf dem Gelände des Gurnigelbads die Beo Bike Week statt, ein internationales Motorradtreffen.
Nachdem die Armee Ende der 1980er-Jahre das Haus nicht mehr im bisherigen Umfang belegt hatte, wechselte die Liegenschaft per 1. August 2005 den Besitzer: Die Familie Quarti, die den Betrieb zuvor bereits 18 Jahre als Pächter geführt hatte, übernahm die gesamte Hotel-Liegenschaft mit allen Nebengebäuden, Wasserversorgung, Abwasserreinigungsanlage und viel Landwirtschaftsland. Das Hotel-Restaurant Gurnigelbad und das im selben Haus angegliederte Touristenlager sind ganzjährig geöffnet.
Die finanziellen Verhältnisse zwangen Quartis dazu, das Gurnigelbad zu veräussern. Als Betriebsleiter waren Quartis jedoch auch nicht mehr lange eingesetzt. Seit Anfang Juli 2012 ging somit eine lange Zeit der Familie Quarti als Pächter, Eigentümer und dann als Betriebsleiter zu Ende.
2021 wurde das Hotel-Restaurant Gurnigelbad von Hans-Ulrich Müller (Bernapark AG) übernommen, ebenso das Berghaus Gurnigel und das Ottenleuebad.
Seit Anfang 2023 wird das Hotel-Restaurant Gurnigelbad, wie bereits 1998, als Unterkunft für Asylsuchende genutzt. Betreiber der Asylunterkunft ist das Schweizerische Rote Kreuz (SRK).
Bäderkuren gibt es keine mehr. Allerdings fliesst in der Parkanlage des Gurnigelbades immer noch Schwefelwasser aus einem kleinen Brunnen.